# Kanton Metz-Ville-4
Metz-Ville-4 is een voormalig kanton van het Franse departement Moselle. Het kanton maakte deel uit van het arrondissement Metz-Ville. Het werd opgeheven bij decreet van 18 februari 2014, met uitwerking in maart 2015.
Het kanton omvatte uitsluitend een deel van de gemeente Metz.